# Indegardegarda Pool
Der Indegardegarda Pool ist ein See im Westen des australischen Bundesstaates Western Australia. 
Der See liegt im Verlauf des Murchison River bei der Siedlung Manfred.